# ژاگانی
زاگان (به لهستانی: Żagań) شهری است در لهستان غربی با ۲۶،۲۵۳ نفر جمعیت (سال ۲۰۱۰). در زمان آلمان نازی، حدود ۳۰۰،۰۰۰ زندانی از ۳۰ کشور مختلف در زندانی که توسط رژیم آلمان بعد از فتح لهستان در این شهر ایجاد شده بود به سر می‌بردند. 
گفته می‌شود فیزیکدان مشهور، یوهان کپلر از سال ۱۶۲۸ تا ۱۶۳۰ را در این شهر سپری کرد.